# 9931 Herbhauptman

9931 Herbhauptman

9931 Herbhauptman eller 1985 HH är en asteroid i huvudbältet som upptäcktes den 18 april 1985 av den tjeckiske astronomen Antonín Mrkos vid Kleť-observatoriet i Tjeckien. Den är uppkallad efter den amerikanske nobelpristagaren Herbert Hauptman.
Asteroiden har en diameter på ungefär 5 kilometer och den tillhör asteroidgruppen Nysa.